# Victor Ginzburg

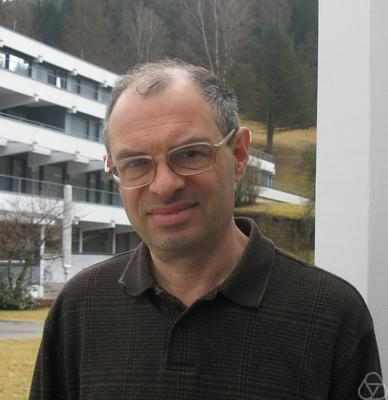
Victor Ginzburg

Victor Ginzburg, russisch Виктор Александрович Гинзбург (* 1957), ist ein ursprünglich russischer, in den USA lehrender Mathematiker, der sich mit Darstellungstheorie und nichtkommutativer Geometrie beschäftigt.
Ginzburg wollte ursprünglich Kernphysiker werden, doch nach eigenen Worten wechselte er zur Mathematik, da ihm als Jude in der Sowjetunion dieser Weg verbaut war. Ginzburg wurde 1985 an der Lomonossow-Universität in Moskau promoviert bei Israel Gelfand und Alexandre Kirillov. Er war dann Wissenschaftler am Schmid-Institut für die Physik der Erde der Akademie der Wissenschaften der UdSSR. 1994 wurde er Professor an der University of Chicago. Er war Gastprofessor an der Harvard University und am Institute for Advanced Study.
Er arbeitete unter anderem über geometrische Darstellungstheorie von Quantengruppen und Hecke-Algebren, symplektische Reflexionsalgebren, Calabi-Yau-Algebren und Koszul-Dualitäten in Darstellungen von Lie-Algebren und bei Operaden. 1986 war er Invited Speaker auf dem Internationalen Mathematikerkongress in Berkeley (Geometrical aspects of representation theory).

## Schriften
- N. Chriss, V. Ginzburg: Representation theory and complex geometry. Birkhäuser 1997. ISBN 3-7643-3792-3